# Sielifonowo (obwód smoleński)
Sielifonowo (ros. Селифоново) – wieś (ros. деревня, trb. dieriewnia) w zachodniej Rosji, w osiedlu wiejskim Kozinskoje rejonu smoleńskiego w obwodzie smoleńskim.

## Geografia
Miejscowość położona jest przy drodze federalnej R120 (Orzeł – Briańsk – Smoleńsk – Witebsk), 20 km od drogi magistralnej M1 «Białoruś», 4 km od centrum administracyjnego osiedla wiejskiego (Bogorodickoje), 11,5 km od Smoleńska, 4 km od przystanku kolejowego 361 km.

## Demografia
W 2010 r. miejscowość zamieszkiwało 46 osób.

## Historia
- W czasie II wojny światowej od lipca 1941 roku wieś była okupowana przez hitlerowców. Wyzwolenie nastąpiło we wrześniu 1943 roku[5].